# Herminia Brumana
Herminia Catalina Brumana (Pigüé, 12 de setembre de 1897-Buenos Aires, 9 de gener de 1954) va ser una mestra, escriptora, periodista i activista argentina, d'idees socialistes i anarquistes. Va escriure nou llibres i onze obres de teatre, tres d'elles estrenades. Va col·laborar amb Mundo Argentino, El Hogar i La Nación, entre altres publicacions periòdiques. Va participar activament tant en les files anarquistes com en socialistes, encara que les seves idees s'apropaven més cap a l'anarquisme, i es va considerar deixebla de Rafael Barrett. Diversos carrers, places, biblioteques i establiments educatius de l'Argentina duen el seu nom.

## Biografia
Herminia Brumana va néixer a Pigüé, localitat al sud de la província de Buenos Aires, el 12 de setembre de 1897, en el si d'una família d'immigrants italians. Va cursar els estudis secundaris a l'escola Normal d'Olavarría, on es va graduar el 1916. Va tornar a Pigüé per exercir el càrrec de mestra de primària a la seva ciutat natal.
El 1917 va fundar la revista Pigüé i el 1918 va publicar el seu primer llibre, orientat a promoure la lectura entre els seus alumnes, Palabritas. El 1921 coneix el dirigent socialista Juan Antonio Solari, amb qui es casa, i s'estableixen a Buenos Aires.
Exercí com a mestra en diverses escoles del Gran Buenos Aires i de la capital federal. El 1923 publica el seu segon llibre, Cabeza de mujeres, definit per Herminia Solari com "un llibre sobre la dona dirigit a les dones", tema principal de la seva literatura i del seu activisme. El llibre es compon de diversos relats que tenen en comú la necessitat de l'autoafirmació de les dones, i l'alliberament pels seus propis mitjans.
En els deu anys que van de 1929 a 1939 publica cinc llibres: Mosaico (1929), La grúa (1931), Tizas de colores (1932), Cartas a las mujeres argentinas (1936) i Nuestro hombre (1939). En els seus llibres, Herminia Brumana va bregar pels drets de les dones, l'amor lliure, el dret al divorci, la justícia social, sobretot relacionada amb les dificultats dels nens pobres per cursar l'escola, etc.
En aquesta dècada es dedica també a participar en la campanya d'alliberament dels "presos de Bragado", tres joves anarquistes (Pascual Vuotto, Reclús de Diago i Santiago Mainini), que van ser torturats i condemnats per homicidi el 1931, sabent la seva innocència.
El 1941 va començar a treballar a l'Escola per a Adults Núm. 6 (Fitz Roy, 171, actual Escola 12; DE14), de la ciutat de Buenos Aires, com a mestra en la matèria Pràctica d'escriptori. Després de la seva mort, l'escola va rebre el nom d'Herminia Brumana.
A la seva mort es va organitzar la Societat Amics d'Herminia Brumana, que va editar les seves obres completes el 1958, i en complir-se els deu anys de la seva defunció, va publicar Ideario y presencia de Herminia Brumana.

## Obres
Prosa
- Palabritas, 1918.
- Cabezas de mujeres, 1923
- Mosaico, 1929
- La grúa, 1931
- Tizas de colores, 1932
- Cartas a las mujeres argentinas, 1936
- Nuestro Hombre, 1939
- Me llamo niebla, 1946
- A Buenos Aires le falta una calle, 1953

Teatre
- La protagonista olvidada, 1933